# Gregory Mertens
Gregory Mertens (* 2. února 1991, Anderlecht – 30. dubna 2015, Genk, Belgie) byl belgický fotbalový obránce a mládežnický reprezentant. Hrál na postu stopera (středního obránce).

## Klubová kariéra
Mertens zahájil svou profesionální fotbalovou kariéru v klubu Cercle Brugge. V lednu 2014 odešel do KSC Lokeren. V sezoně 2013/14 vyhrál s Lokerenem belgický fotbalový pohár a díky tomu si zahrál i v Evropské lize 2014/15. V belgické lize odehrál za Lokeren celkem 28 zápasů.

V zápase B-týmu Lokerenu proti béčku KRC Genk 27. dubna 2015 po 25 minutách hry na hřišti zkolaboval (utrpěl srdeční zástavu) a byl převezen do nemocnice v Genku. V nemocnici zemřel 30. dubna 2015 (ve věku 24 let).

## Reprezentační kariéra
Mertens působil v belgických mládežnických výběrech U16, U19 a U21.